# Себальос, Педро де
Педро Антонио де Себальос Кортес-и-Кальдерон (исп. Pedro Antonio de Cevallos Cortés y Calderón; 29 июня 1715, Кадис, Испания — 26 декабря 1778, Кордова, Испания) — испанский колониальный чиновник, государственный деятель Испанской империи, первый вице-король Вице-королевства Рио-де-ла-Плата (15 октября 1777 — 12 июня 1778).

## Биография
Родился в знатной семье Кантабрийского происхождения. Его отец служил главой таможни Кадиса. Педро де Себальос выбрал для себя военную карьеру. Он участвовал в испанских кампаниях в Италии. В 1747 году получил звание бригадира и был награждён орденом Сантьяго.
В 1755 году был отправлен в Южную Америку, где получил звание генерал-лейтенанта. В ноябре 1756 года назначен губернатором Буэнос-Айреса в вице-королевстве Перу. Основной задачей губернатора было выполнение положений Мадридского договора 1750 года, который регулировал границы владений Португалии и Испании в Южной Америке.
Во время Семилетней войны Португалия и Испания снова оказались противниками: Португалия поддерживала британцев, а Испания сражалась на стороне Франции. Педро де Себальос во главе войска из шести тысяч человек напал на основанную португальцами Колонию-дель-Сакраменто и захватил португальскую территорию. В 1763 году по Парижскому мирному договору его завоевания, включая Сакраменто, были возвращены Португалии.
В 1766 году передал губернаторство Франсиско де Букарели и вернулся в Европу, где в 1772 году был назначен военным губернатором региона Эстремадура. В 1775 году стал членом Военного совета испанской империи и назначен командующим Мадрида.
В связи с действиями португальцев, а также нарастанием противоречий между столицей вице-королевства Перу Лимой, и развивающимся портом Буэнос-Айрес, в 1776 году было создано вице-королевство Рио-де-ла-Плата.
Педро де Себальос был отправлен в Буэнос-Айрес и уполномочен создать административные структуры для наместничества. С отрядом из девяти тысяч человек он отправился в Южную Америку. В феврале 1777 года захватил остров Санта-Катарина, в июне 1777 года ещё раз отбил у португальцев Колонию-дель-Сакраменто. Дальнейшее продвижение Педро де Себальоса было остановлено по приказу из Испании, поскольку мирные переговоры с португальцами подходили к концу. В договоре в Сан-Ильдефонсо (1777) были урегулированы территориальные споры в районе залива Ла-Плата.
Педро де Севальос торжественно въехал в Буэнос-Айрес и 15 октября 1777 года был официально провозглашён первым вице-королём Вице-королевства Рио-де-ла-Плата. Ввёл Закон о свободной торговле (1778), который позволял Буэнос-Айресу торговать напрямую с Испанией, вместо того, чтобы быть вынужденным торговать через  вице-королевство Перу. Он также запретил вывоз серебра за пределы вице-королевства Рио-де-ла-Плата. Этот закон дал толчок развитию Буэнос-Айреса. Педро де Себальос занимался развитием сельского хозяйства и торговли рабами.
В конце 1777 года он тяжело заболел и обратился с просьбой уволить его от должности, чтобы вернуться в Европу для лечения. При этом он рекомендовал сохранить институт наместничества и рекомендовал губернатора Буэнос-Айреса Хуана Хосе Вертис-и-Сальседо как наиболее подходящего кандидата на должность вице-короля.
В 1778 году вернулся в Испанию. Вскоре после приезда умер по дороге из Кадиса в Мадрид.

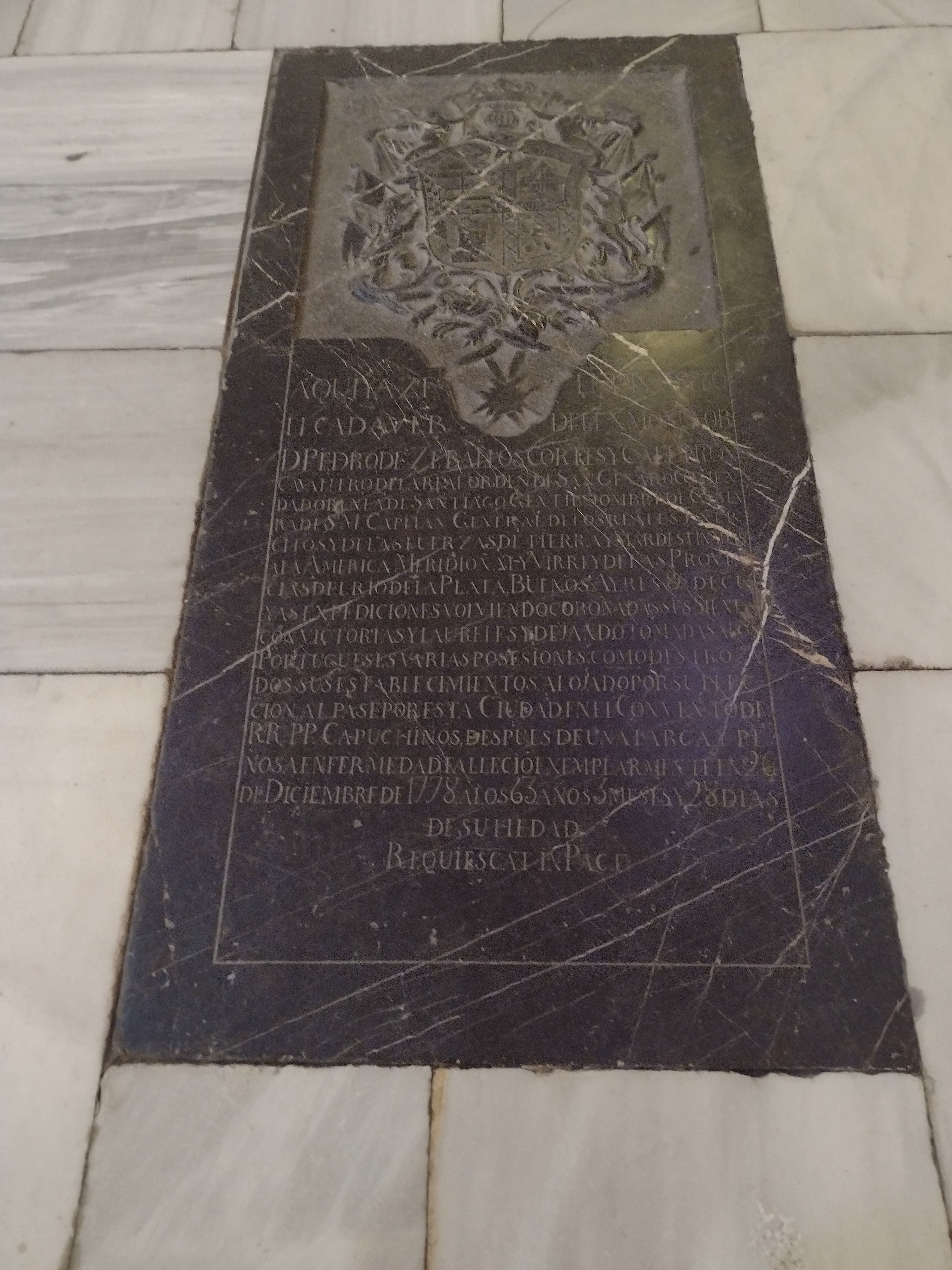
Молила в Кордобе